# Carlos Henrique Baiano
Carlos Henrique Baiano é um músico, bandolinista, violonista e compositor de música popular brasileira.

## Discografia
- ”Vale dos Tambores”
- ”Comigo não, violão”